# Zalman King
Zalman King (eigentlich Zalman King Lefkowitz; * 23. Mai 1942 in Trenton, New Jersey; † 3. Februar 2012 in Los Angeles, Kalifornien) war ein US-amerikanischer Filmproduzent, Drehbuchautor, Regisseur und Schauspieler.

## Leben und Werk
Nach einem Studium der Anthropologie am Grinnell College in Iowa arbeitete King als Berufstaucher. In den 1960er Jahren zog er mit seiner Frau Patricia Louisianna Knop, die er 1963 heiratete, nach Südkalifornien. Mitte der 1960er Jahre begann Kings Karriere als Schauspieler.
Von 1969 bis 1971 spielte er neben Judy Pace und Lee J. Cobb die Hauptrolle in der Fernsehserie Die jungen Anwälte, für die er 1971 eine Golden-Globe-Nominierung erhielt. Daneben hatte er Gastrollen in den Serien Rauchende Colts, Daniel Boone, The Munsters, Bonanza, Solo für O.N.C.E.L., Der Chef, FBI, Die Macht des Geldes, Planet der Giganten, Der Marshall von Cimarron und Alfred Hitchcock präsentiert.
In den 1970er Jahren war er in einigen Kinofilmen zu sehen, darunter The Ski Bum, Duell bis zum Verrecken, Blue Sunshine und The Passover Plot. 1979 schrieb er die Story zum Film Roadie und war hier auch ausführender Produzent. Alan Rudolph führte Regie und Meat Loaf  verkörperte die Hauptrolle. 1981 spielte er im von Roger Corman produzierten Film Planet des Schreckens, 1982 produzierte er den Alan-Rudolph-Film Der Tod aus dem Nichts.
1986 schrieb er gemeinsam mit seiner Frau Patricia Louisianna Knop sowie Sarah Kernochan und Elizabeth McNeill das Drehbuch zum Adrian-Lyne-Film 9½ Wochen, in dem Kim Basinger und Mickey Rourke die Hauptrollen spielen.
In der Folgezeit machte sich King einen Namen als Regisseur von Erotikfilmen, von denen Two Moon Junction, Delta of Venus und Wilde Orchidee am erfolgreichsten wurden. Anfang bis Mitte der 1990er Jahre drehte King die Fernsehserie Red Shoe Diaries. Von 2008 bis 2010 führte King bei der Fernsehserie Body Language Regie.
2011 begann King mit den Dreharbeiten seines letzten Films Wildes Verlangen – Pleasure or Pain, der nach seinem Tod fertiggestellt und 2013 veröffentlicht wurde. Er starb am 3. Februar 2012 an Krebs. Kings erste Tochter Gillian Lefkowitz ist Kamerafrau und Künstlerin, seine zweite Tochter Chloe King ist Drehbuchautorin und Produzentin.

## Filmografie (Auswahl)
Als Darsteller
- 1975: Duell bis zum Verrecken (Trip with the Teacher)
- 1976: Jesus von Nazareth (The Passover Plot)
- 1977: Blue Sunshine
- 1979: Drei Engel für Charlie (Charlie’s Angels, Fernsehserie, Folge Die Disco-Engel)
- 1981: Planet des Schreckens (Galaxy of Terror)

Als Regisseur und Drehbuchautor
- 1980: Roadie
- 1986: 9½ Wochen (Nine ½ Weeks)
- 1988: Two Moon Junction
- 1989: Wilde Orchidee
- 1997: Geschäft mit der Lust (Business for Pleasure)
- 2013: Wildes Verlangen – Pleasure or Pain (Pleasure or Pain)